# Peter Malinauskas

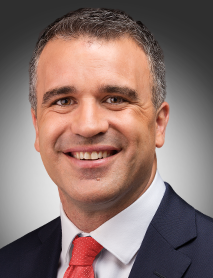
Peter Malinauskas ist seit 2022 Premierminister von South Australia.

Hon. Peter Bryden Malinauskas (* 14. August 1980 in Adelaide, South Australia) ist ein australischer Politiker der Australian Labor Party (ALP), der zwischen 2015 und 2018 Mitglied des South Australian Legislative Council war und seit 2018 Mitglied des South Australian House of Assembly ist. Seit dem 21. März 2022 ist er Premierminister von South Australia.

## Leben

### Gewerkschaftsfunktionär, Abgeordneter und Minister
Peter Bryden Malinauskas besuchte das Mercedes College in Adelaide und nahm nach dem Ende des Schulbesuchs 1995 als 15-Jähriger eine berufliche Tätigkeit bei Woolworths Supermarkets als Einkaufswagenjunge und später als Kassierer auf. Durch den damaligen Sekretär der Einzelhandelsgewerkschaft SDA (Shop, Distributive and Allied Employees’ Association), späteren Bundessenator und Bundesminister Don Farrell begann er sein gewerkschaftliches Engagement. Daneben begann er ein Studium der Handelsbetriebslehre an der University of Adelaide, welches er durch Nachtschichtarbeiter bei Woolworths Supermarkets finanzierte und mit einem Bachelor of Commerce (BComm) beendete. Als Nachfolger von Farrell wurde er 2008 selbst Sekretär der SDA und hatte diese Funktion bis 2015 inne. In dieser Funktion war er die treibende Kraft hinter den historischen Änderungen der Ladenöffnungszeiten im Einzelhandel und der Einführung zweier halbtägiger Feiertage an Weihnachten und Silvester. 
Nach dem Mandatsvervon Bernard Finnigan am 12. November 2015 wurde Malinauskas am 1. Dezember 2015 als dessen Nachfolger zunächst Mitglied des South Australian Legislative Council, des Oberhauses des Parlaments von South Australia, und gehörte diesem bis zum 16. Februar 2018 an. In der Regierung von Premier Jay Weatherill übernahm er am 19. Januar 2016 übernahm er erstmals Ministerämter und fungierte zunächst bis zum 18. September 2017 zeitgleich als Minister für Straßensicherheit (Minister for Road Safety), Polizeiminister (Minister for Police), Minister für Notfalldienste (Minister for Emergency Services) sowie als Minister für Justizvollzugsdienste (Minister for Correctional Services). Im Zuge einer Umbildung der Regierung Weatherill bekleidete er anschließend zwischen dem 18. September 2017 und dem 19. März 2018 die Posten als Gesundheitsminister (Minister for Health) und als Minister für psychische Gesundheit und Drogenmissbrauch (Minister for Mental Health and Substance Abuse).
Bei den Parlamentswahlen am 17. März 2018 wurde Peter Malinauskas für die ALP als Nachfolger seines Parteifreundes Michael Atkinson im Wahlkreis Croydon erstmals zum Mitglied des South Australian House of Assembly, des Unterhauses des Parlaments gewählt. Allerdings erlitt die bislang regierende Labor Party von Premier Weatherill eine Niederlage und musste nach 16-jähriger Regierungszeit in die Opposition. Die bislang oppositionelle Liberal Party of Australia unter Steven Marshall gewann 38 Prozent der Stimmen und 25 von 47 Sitzen im House of Assembly, während die Australian Labour Party 32,8 Prozent 19 Sitze erhielt. South Australia-Best unter Nick Xenophon mit 14,1 Prozent und die Grünen (Greens South Australia) unter Mark Parnell mit 6,7 Prozent verpassten trotz des Stimmenanteils aufgrund des Wahlsystems den Einzug in die Legislativversammlung. Die Wahlbeteiligung lag bei 91 Prozent. Bei den gleichzeitigen Wahlen von elf der 22 Sitze im Legislativrat erhielt die Liberale Partei 32,2 Prozent der Stimmen und 4 Sitze von insgesamt neun Mandaten, die Labour 29 Prozent (vier insgesamt von neun Mandaten), SA-Best 19,4 Prozent (zwei von insgesamt zwei Mandaten) und die Grünen 5,9 Prozent (ein von insgesamt zwei Mandaten). Die Wahlbeteiligung lag auch hier bei 91,1 Prozent. Am 19. März 2018 wurde Steven Marshall als neuer Premierminister vereidigt.

### Oppositionsführer und Premierminister von South Australia
Nach der Wahlniederlage trat Jay Weatherill am 9. April 2018 als Vorsitzender der Labor Party (Leader of the South Australian Labor Party) und wurde daraufhin von Peter Malinauskas abgelöst. Zugleich übernahm er die Funktion als Oppositionsführer im House of Assembly sowie im Schattenkabinett seiner Partei zwischen dem 10. April 2018 und dem 21. März 2022 den Posten als „Schattenminister für Verteidigung und Raumfahrtindustrie“ sowie später vom 1. September 2020 bis zum 21. März 2022 zusätzlich als „Schattenminister für Arbeit“.
Bei den Parlamentswahlen am 19. März 2022 gewann die Labor Party 28 der 47 Sitze in der Legislativversammlung, während die Liberal Party 14 Mandate und parteilose Unabhängige fünf Sitze gewannen. Damit verfügte die Labor Party nach nur vier Jahren Opposition über eine deutliche absolute Mehrheit, woraufhin Peter Malinauskas am 21. März 2022 als Nachfolger von Steven Marshall Premierminister von South Australia vereidigt wurde. Er ist seit dem 21. März 2022 auch Mitglied des Exekutivrates (Executive Council). Zu Beginn übernahm er vom 21. März 2022 des Weiteren kurzfristig die Ämter als Generalstaatsanwalt, Minister für Kinderschutz, Bildungsminister, Minister für Energie und Bergbau, Minister für Gesundheit und Wohlbefinden, Minister für menschliche Dienste, Minister für Infrastruktur und Verkehr, Minister für Innovation und Kompetenzen, Minister für Planung und Kommunalverwaltung, Minister für Polizei, Rettungs- und Justizvollzugsdienste, Minister für Primärindustrie und regionale Entwicklung, Minister für Freizeit, Sport und Rennsport sowie als Minister für Handel und Investitionen, woraufhin diese Ministerämter bei Abschluss der Regierungsbildung am 24. März 2022 von anderen Personen übernommen wurden.
Aus seiner Ehe mit Annabel gingen der Sohn Jack und die beiden Töchter Sophie and Eliza hervor.